# Carcelia thalpocharidis
Carcelia thalpocharidis är en tvåvingeart som beskrevs av Herting 1959. Carcelia thalpocharidis ingår i släktet Carcelia och familjen parasitflugor. Inga underarter finns listade i Catalogue of Life.